# 时限
时限（time limit）又称期限、死線（deadline）、时间限制、最后期限，是指在一定的時間范围內或某個时间点之前必须完成一项目标或任务；依语境，亦可称截止日期、截稿时间。
對於考試時來說，一旦考试时间結束，考生必须放下笔交卷。在项目管理中，最后期限通常与項目里程碑有關。一旦过了这个时间點，该项目就會被视为逾期（例如，工作项目或学校作业）。在截止日期前未完成的情况下，可能对员工的绩效评级产生不利影响。如果是在截止日期后提交的学校作业、论文或报告，學生的分數和成績可能會被扣除分数。如果交卷時間已到，考生繼續答題會被視為違規。